# Park Avenue
Park Avenue (già Fourth Avenue, o Quarta strada) è un ampio viale in direzione nord-sud del borough newyorkese di Manhattan. Per gran parte della sua lunghezza, scorre parallelo a Madison Avenue a ovest e Lexington Avenue a est.
Le aiuole al centro di Park Avenue sono curate dal Fund for Park Avenue. Vengono piantate per motivi di convenienza delle begonie, che non necessitano di frequenti annaffiature e resistono all'esposizione al sole.
Ogni dicembre nelle aiuole trovano posto alberi di Natale con luci gialle e bianche, per evitare colori che possano creare confusione con le luci dei segnali stradali.
Al numero 690 di Park Avenue ha sede il Consolato Generale di Prima Classe dello Stato Italiano.